# Malý hub
Malý hub je úzké horské údolí (kaňon) v pohoří Oderské vrchy a Vítkovská vrchovina ve vojenském újezdu Libavá v okrese Olomouc v Olomouckém kraji. Údolí se táhne ze severu od údolí řeky Odry na jih a končí za kopcem Olověnský vrch před kopcem U lomu. Východní svahy údolí jsou dány kopci Kozí hřbet a Olověnský vrch. Části údolí protéká bezejmenný potok (přítok Klikatého potoka). Údolí je zalesněno a má strmé suťové svahy s občasnými výchozy skalního podloží. Protože se místo nachází ve vojenském újezdu Libavá, tak je bez povolení nepřístupné.

## Osídlení a těžba rudy
Poblíže Olověnského vrchu se nacházela zaniklá německá osada Schmelzgraben patřící k zaniklé německé vesnici Rudoltovice (Rudelzau). V Malém hubu, u ruin Schmelzgrabenu, se nachází bývalá Štola František, kde se těžila ruda obsahující olovo a stříbro. Horníci pocházeli převážně z okolí (Barnov, Rudoltovice). V oblasti se těžilo od středověku.

## Další informace
I když je vstup do vojenského újezdu obvykle jedenkrát ročně umožněn v rámci cyklo-turistické akce Bílý kámen, Malý hub neleží na žádné z aktuálně povolených tras a je tedy veřejnosti bez povolení celoročně nepřístupný.

## Galerie

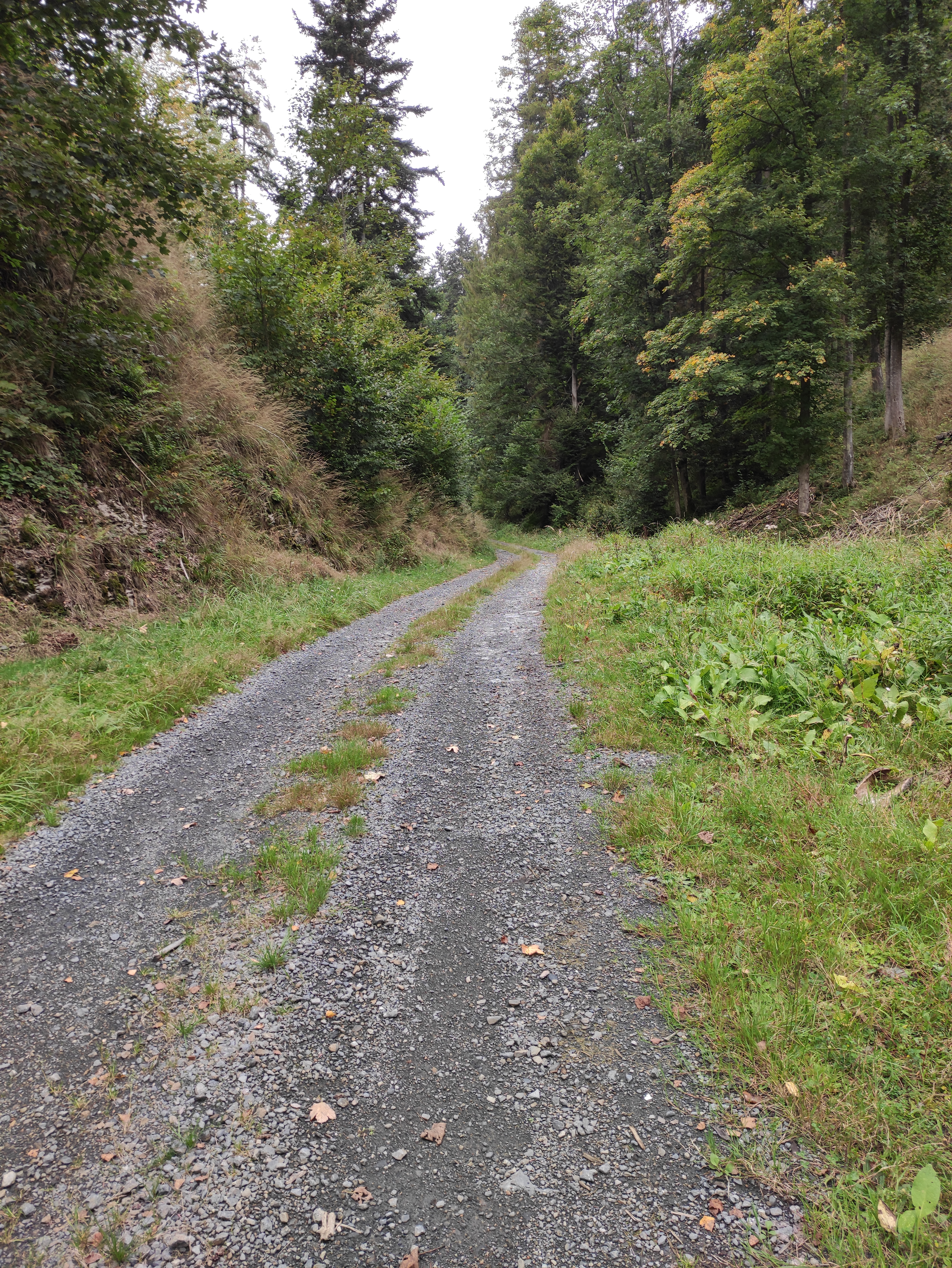
Lesní cesta v dolní části Malého hubu
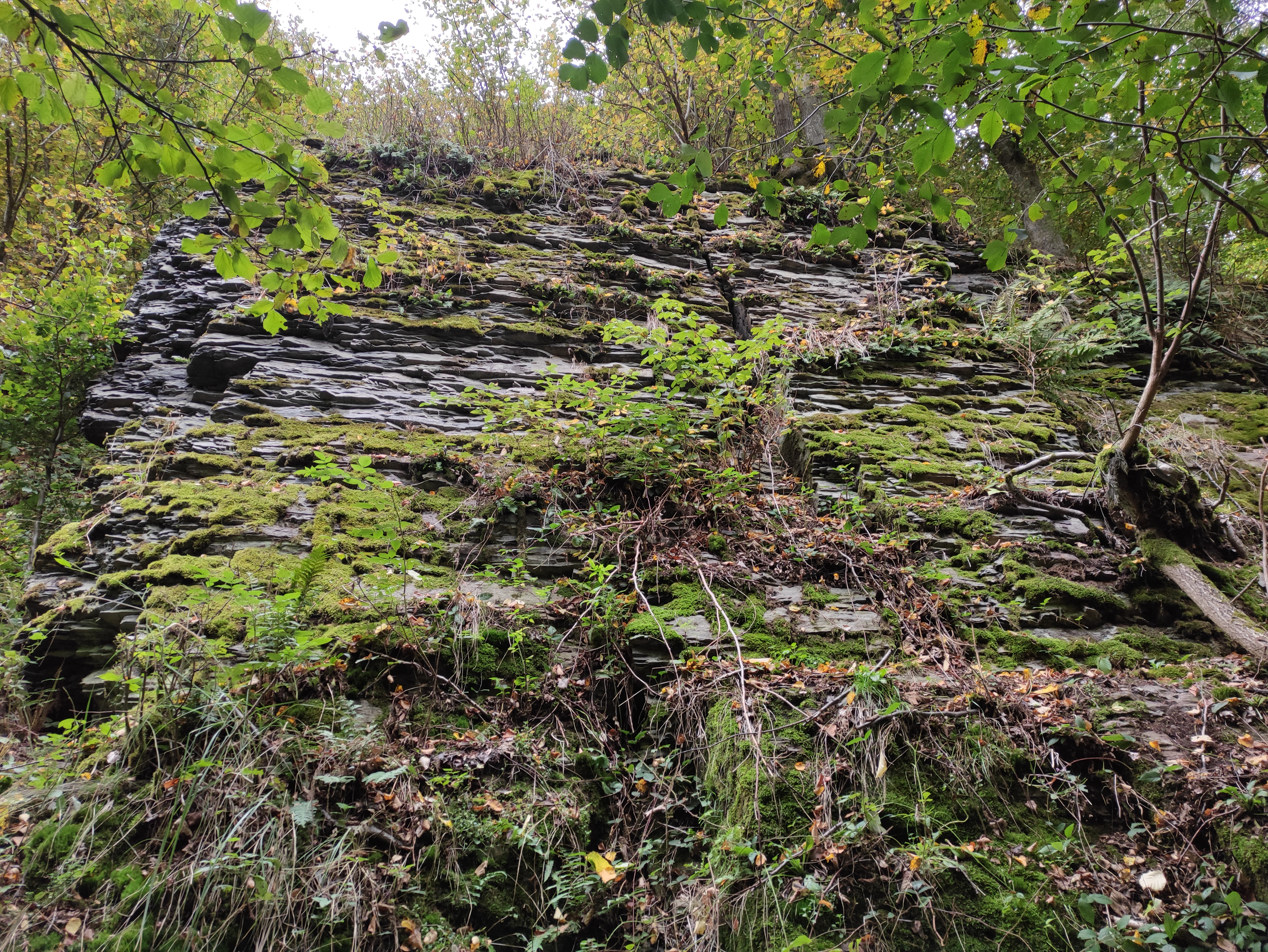
Skály v Malém hubu
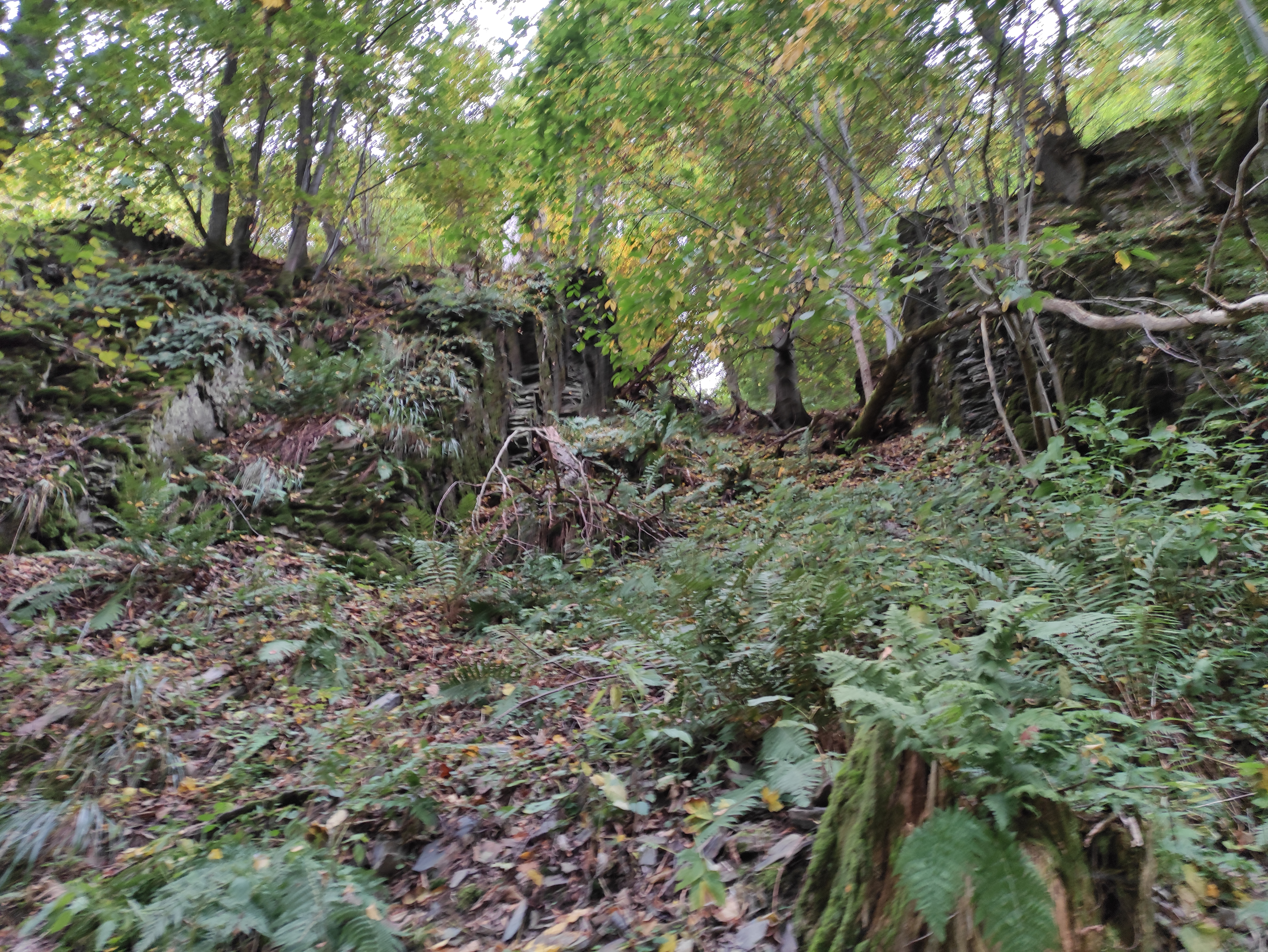
Skály v Malém hubu
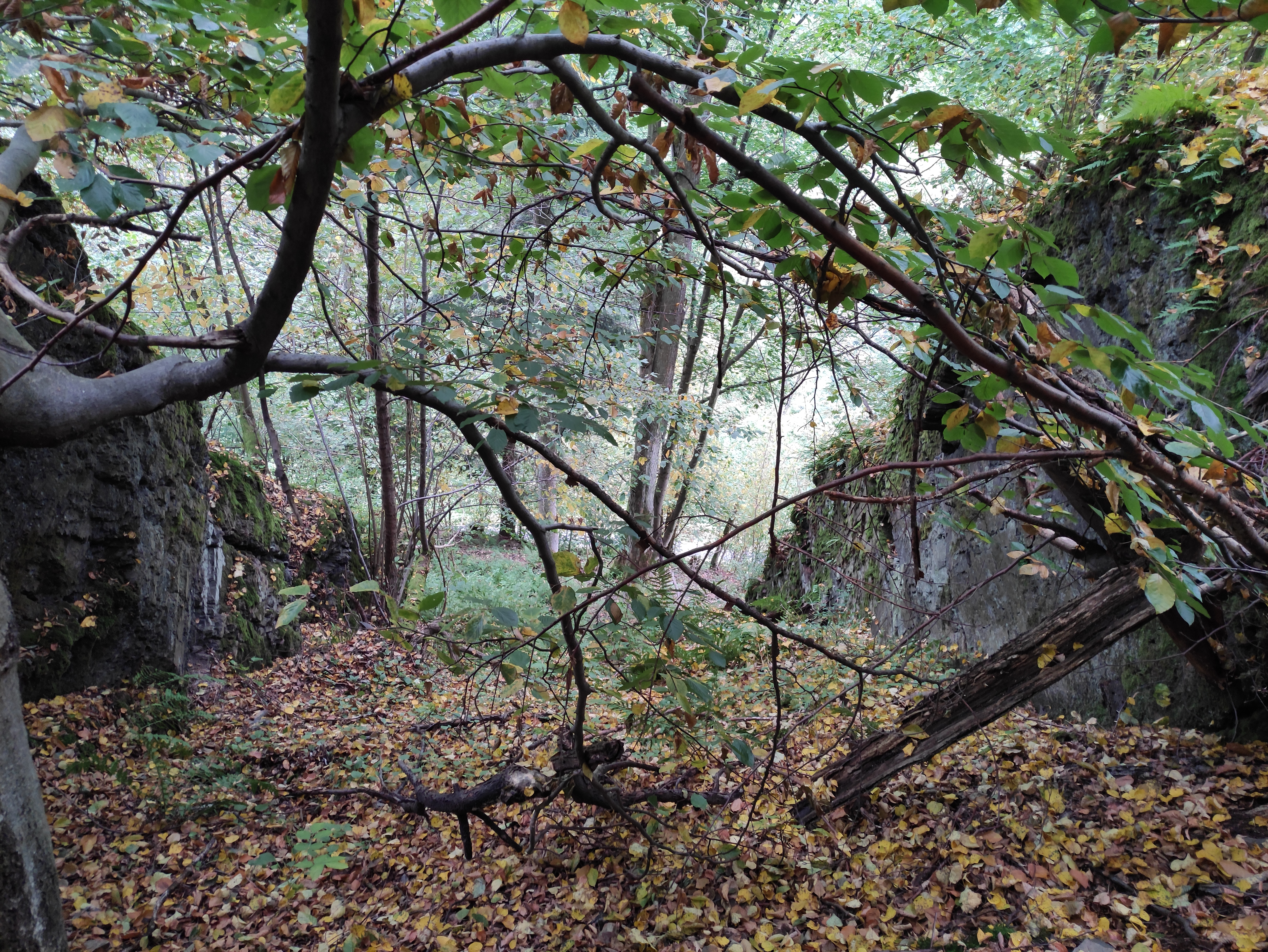
Skály v Malém hubu
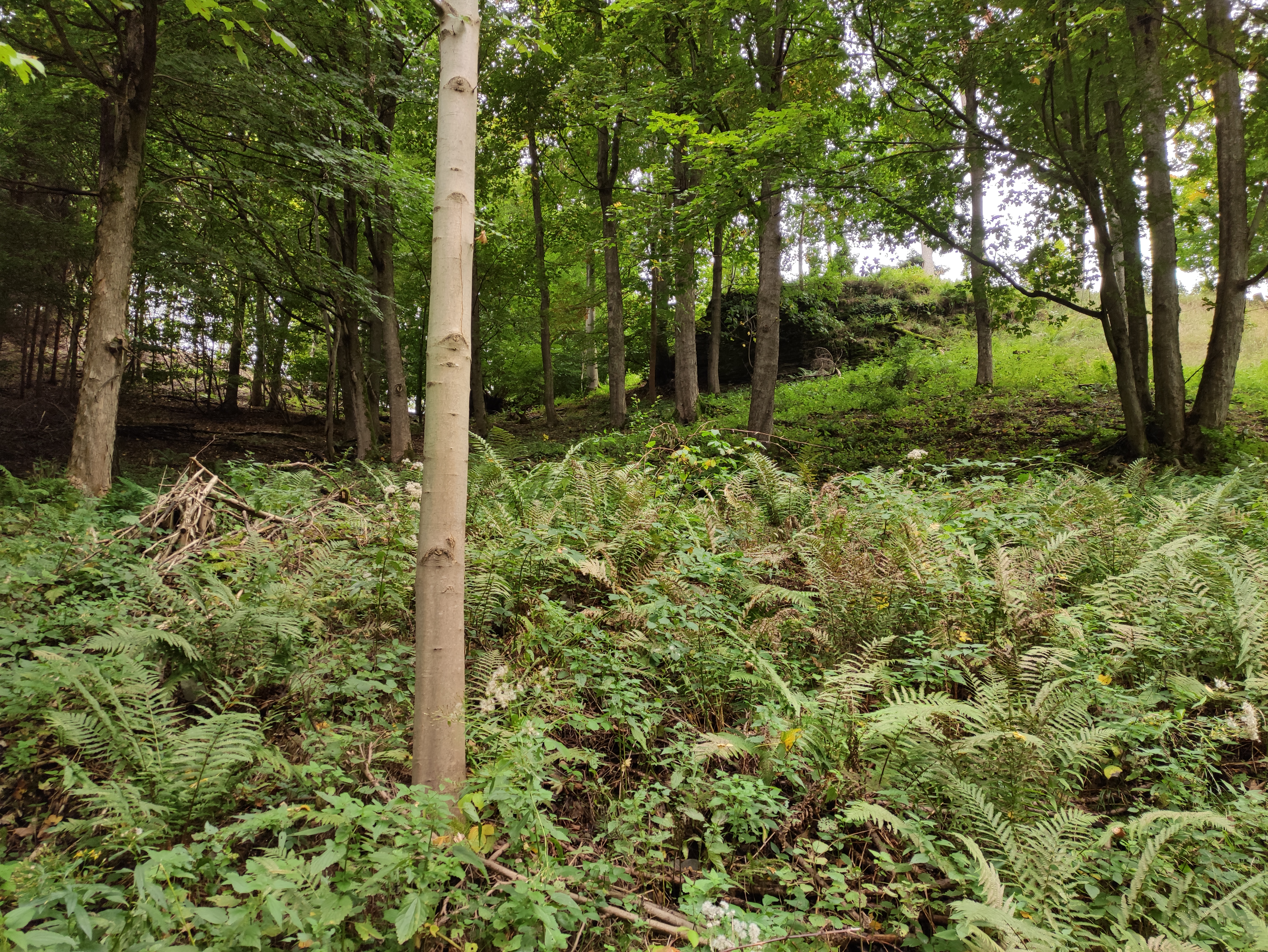
Skála u Štoly František
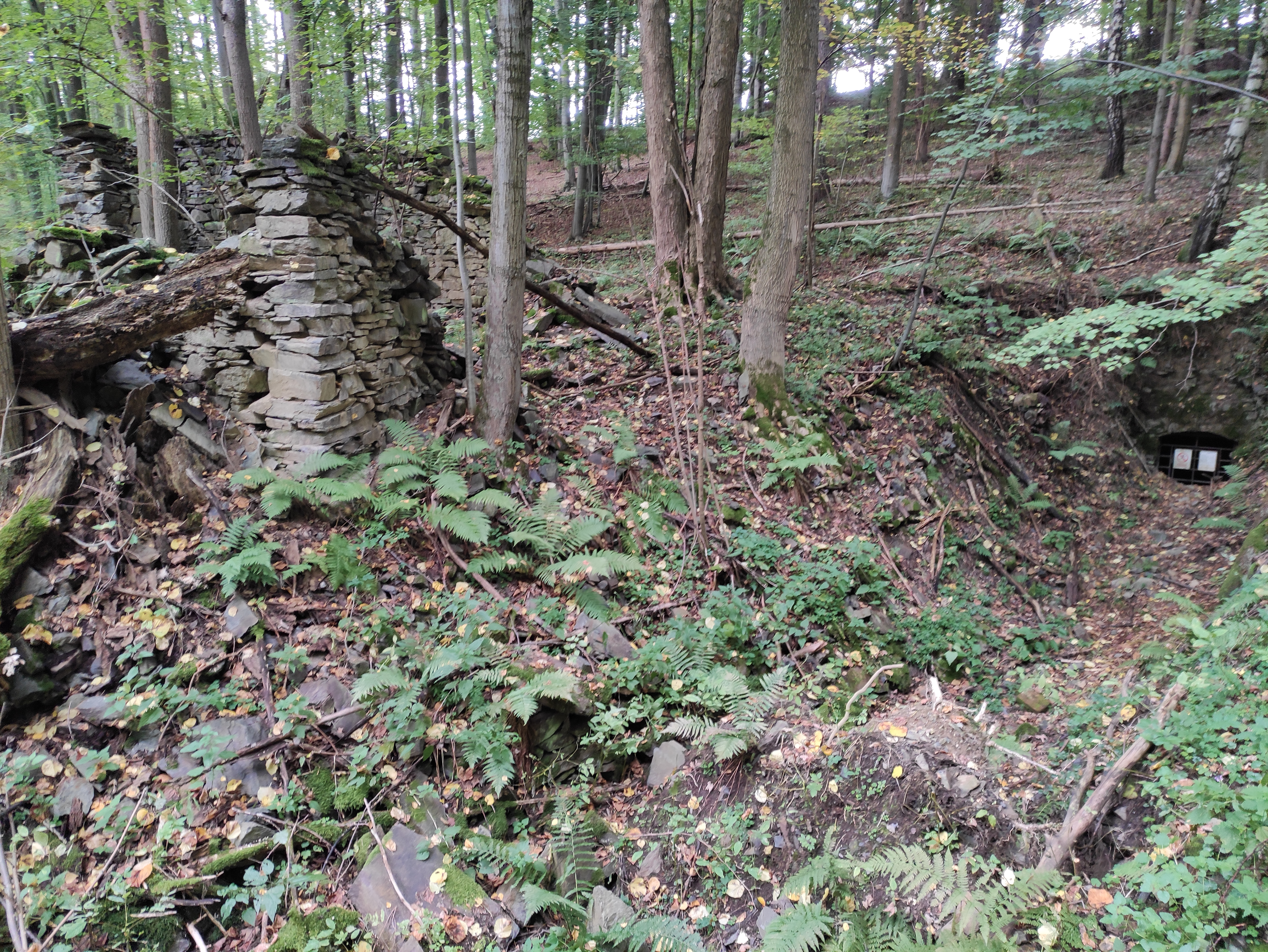
Štola František
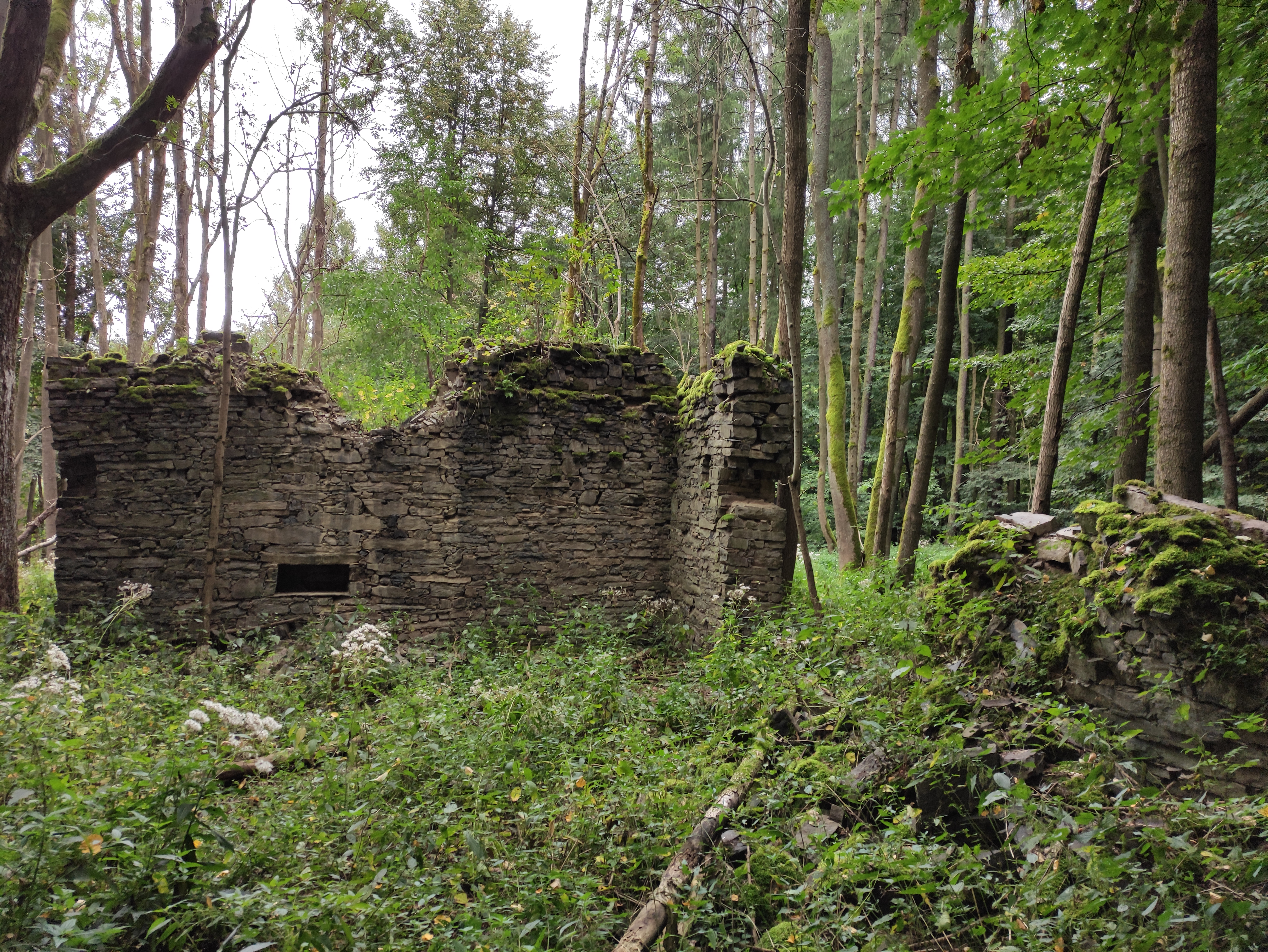
osada Schmelzgraben
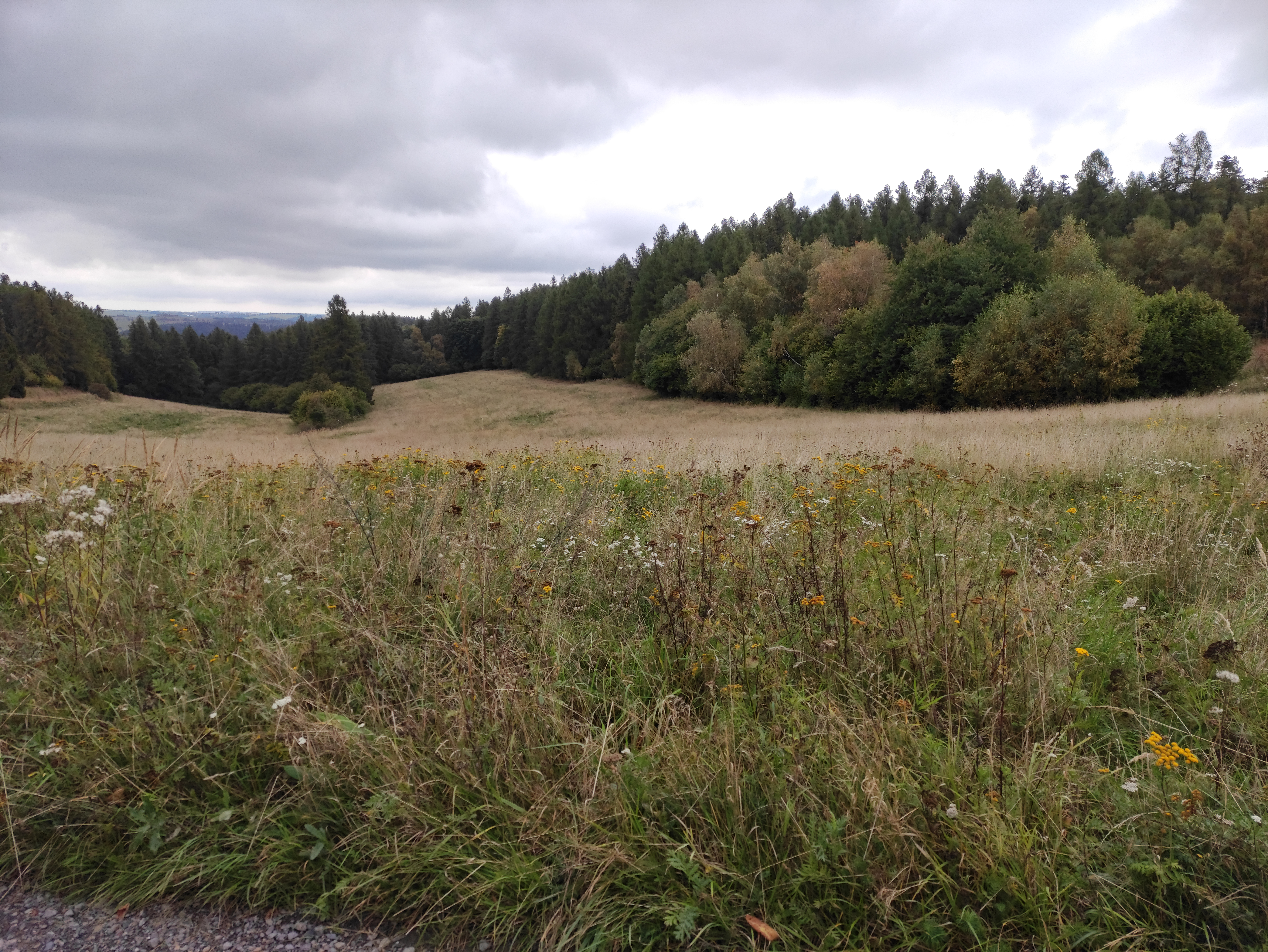
Olověnský vrch a Malý hub